# ザ・ロストチャイルド
『ザ・ロストチャイルド』(The Lost Child)は、角川ゲームスより2017年8月26日に発売されたゲームソフト。PlayStation 4・PlayStation Vitaのマルチプラットフォーム。

## 概要
角川ゲームスの新規IPのRPG。竹安佐和記がプロデュース・キャラクターデザインを担当する「神話構想」の世界の作品で『エルシャダイ』ともリンクする。
現代の日本を舞台にしており、主人公はアストラル体と呼ばれる悪魔を使役して、闇の支配者や堕天使たちとの数奇な運命に巻き込まれる。
ベースとなるゲームシステムはいわゆる「ダンジョンRPG」となっており、アドベンチャーパートで情報を集めつつ、RPGパートでダンジョンの探索をおこなっていくこととなる。ダンジョン内には様々なギミックが配置されているほか、敵を仲間にして使役する育成要素や、様々な効果を持つアイテムを収集するハックアンドスラッシュ要素なども存在する。

## 登場人物
伊吹 隼人（いぶき はやと）
本作の主人公。緑色の髪をしている。線が細く中性的な顔立ちで描かれているが、引き締まった筋肉質の体躯をしている。現代神秘を取り扱う雑誌「Lost」のライターで22歳。現実的な考え方の持ち主であるが、職業柄からか、人の力では計り知れない未知の存在を許容する側面を持っている。選民と呼ばれる存在であり、アストラルを捕縛して使役するための魔銃「ガンゴール」を入手する。イーノックの72の欠片の一つ。ゲーム中の一人称は「俺」だが予約特典の「神話構想記」では「僕」と言っている。
ルア
声 - 山口立花子
堕天した姉の代わりに隼人と行動を共にする権天使。スタイルの良い巨乳で魔法使いのような帽子をかぶり、ピンク色のくるくると巻いた髪をしており、胸元の大きく開いた紫の服を着ている。ガンゴールと共に箱の中に入っていたタブレットを使用して隼人をサポートする。アストラル同様に「知恵の実システム」でスキルを覚える。
バルシア
声 - 沢城みゆき
ルアの双子の姉の中位天使。ショートヘアでストライプのセーター、ショートパンツを着用している。隼人のサポートをするはずがなぜか堕天しガンゴールを預けて姿を消した。
ルシフェル
声 - 竹内良太
男性の姿をした大天使。フランクで現代的な黒い服を着ている。
イーノック
声 - 三木眞一郎
元農民だった天界で書記官を務める青年。ほとんど無口だった原作ゲームとは違い普通にしゃべる。本作では彼がルシフェルの台詞「そんな装備で大丈夫か？」を用いる事がある。予約特典のDLCで使役可能。
ミカエル
声 - 湯口和明
グリゴリの天使団を率いる熾天使。バルシアにガンゴールを授ける任務を指示する。
ラジエル
声 - 西村知道
座天使の長。
サマエル
声 - 森川智之
堕天使だが、人間の医者として仕事をしている。人間になるために地上に堕ちて受肉した。いつも懐中時計を持っており、時間にうるさい。
イェクン
声 - 堀内賢雄
サマエルやマステマと行動を共にする堕天使。 派手な外見で女性と見れば口説きにかかる軽い性格だが、仲間意識が強い。男の顔は基本的に覚えられない。天界に対する敵愾心が強くルアに対して辛辣、マステマ同様に独断で隼人達に襲い掛かって来る。
マステマ
声 - 氷青
サマエルに師事し、行動を共にする。外見は大人な女性。サマエルを愛するために堕天したが、 その愛は愛を勘違いしたもので、歪んでいる。
クトゥルー
声 - 黒田崇矢
邪神の一人。
段田リオン
声 - 三木眞一郎
書店“魔女の家”の店主。 しゃべりだすと止まらない物知り。口調はぶっきらぼうで、とっつきが悪いが本人に自覚はない。猫が大好き。アイテムの売買や隼人達に知恵を貸してくれる。ポイントカードといった工夫を取り入れる柔軟性を持っている。
淡島ががち
声 - 氷青
バフ効果のあるお風呂、摩訶温泉にいる少し怪しげな雰囲気をもつ銭湯の番頭。 世辞に弱い。うっかりしたところがあり、細かいことは気にしない性格。
番場安隆
声 - 岸野一彦
隼人行きつけのカメラ屋、パンデモカメラの店主。 職人気質で無愛想だが、気に入った客には何かと力を貸してくれる。武器や防具といった装備の強化や鑑定をしてくれる。
猿谷編集長
声 - 石塚運昇
隼人の上司である「Lost」の編集長。何処からか怪しい噂や都市伝説を聞いてきては、隼人に調べさせている。